# ブルランの戦い (映画)
ブルランの戦い（ブルランのたたかい、The Battle of Bull Run）は、1913年に制作された歴史ドラマ映画。この作品は白黒映画で、無声映画だった。役者でもあるフランシス・フォードが監督と役者を兼任している。アメリカの南北戦争中の第一次ブルランの戦いを描いている。

## キャスト
- William Clifford - The Southern Colonel
- Victoria Forde - May - Colonelの恋人
- グレイス・キュナード - Grace Myers
- Ray Myers - Harry Myers
- フランシス・フォード - エイブラハム・リンカーン